# Sandan
Sandan es uno de los ocho distritos que forman la provincia camboyana de Kompung Thom, con una población estimada en marzo de 2008 de 49 689 habitantes. Está dividido en las siguientes  comunas (khum), que se muestran asimismo con población estimada de 2008:
- Chheu Teal 7,489
- Dang Kambet 2,055
- Klaeng 3,106
- Mean Chey 5,801
- Mean Ritth 6,433
- Ngan 7,584
- Sandan 8,774
- Sochet 2,779
- Tum Ring 5,668[1]